# Home Squadron
Le Home Squadron est une escadre de la marine des États-Unis chargé de la protection des eaux territoriales des États-Unis au cours du XIXe siècle.